# Blankenstraat 2
Blankenstraat 2, plaatselijk bekend als De Engel, is een wijkgebouw in de wijk Oostelijke Eilanden in Amsterdam-Centrum. Het staat op de hoek van de Blankenstraat en Tweede Coehoornstraat.
Op deze plaats was een oliefabriek van NV Godol gevestigd, die nog in 1938 werd getroffen door een brand. In verband met de uitbreiding van Werkspoor aan het eind van de Czaar Peterbuurt bij de Oostenburgergracht sneuvelde daar een wijkgebouw van de Nederlands Hervormde Gemeente (gemeente Oosterkerk). Ze kon uitwijken naar een terrein dat gesaneerd werd. Er werd aan Marius Duintjer een plan voor aanpassingen van de fabriek te maken zodat het tot het nieuwe wijkgebouw kon gaan dienen. Duintjer kwam met een gebouw dat wordt gekenmerkt door de opvallende dakkapellen en een chaletachtige voorgevel, zodat er meer lichtinval in het gebouw kon komen.
Het gebouw diende achtereenvolgens tot wijkgebouw met regelmatig viering van de vrouwenwereldgebedsdag, wijkopbouworgaan, centrum Aleph, Marokkaans wijkcentrum, opnameplaats voor televisieserie Baantjer en in 2017 kinderdagverblijf. Het gebouw is vernoemd naar Han Richters’ beeld De Engel dat op de oude afgeknotte schoorsteen staat. Sinds juni 2005 is het een gemeentelijk monument.

## Afbeeldingen

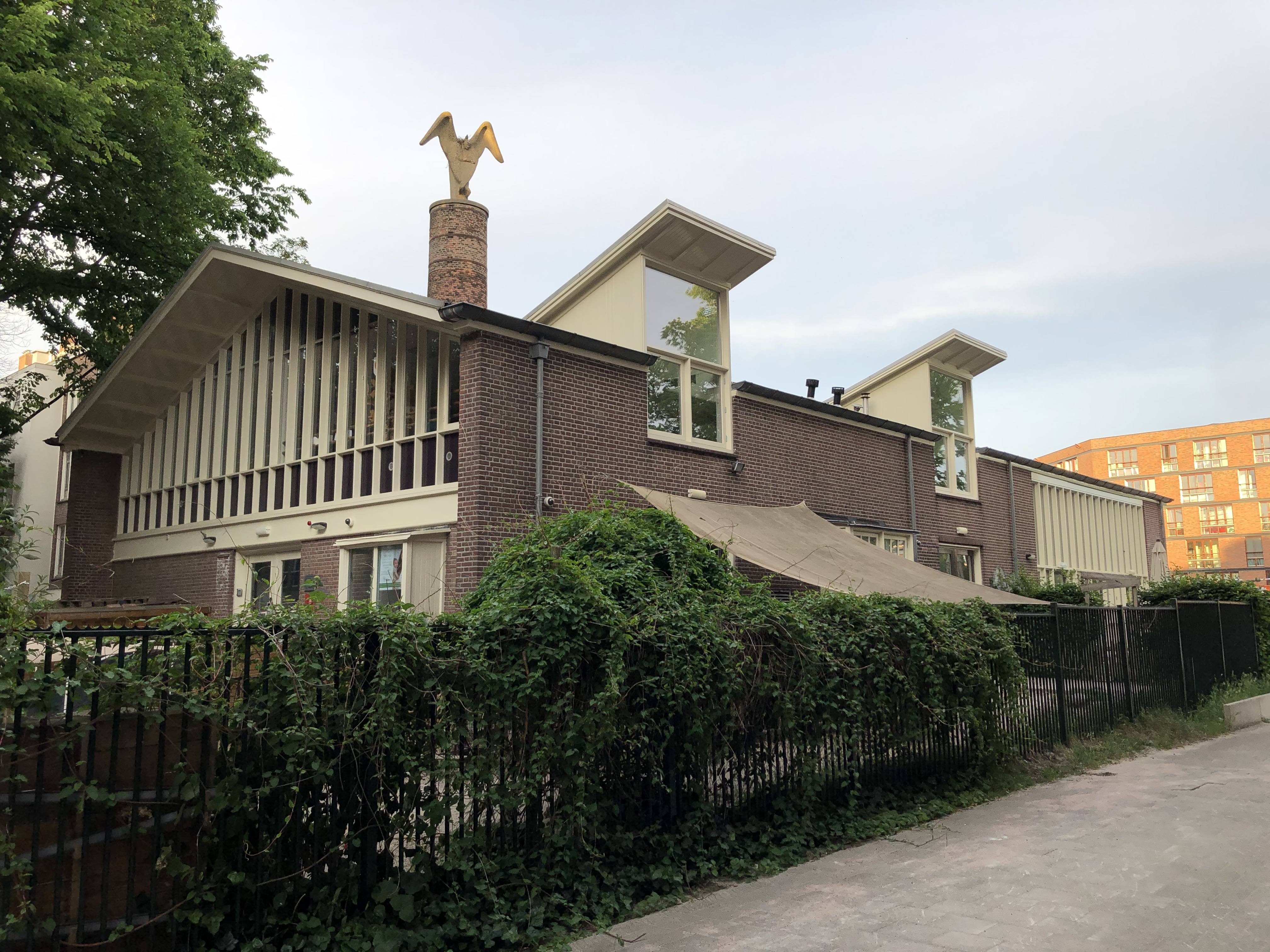
Blankenstraat 2 in 2020
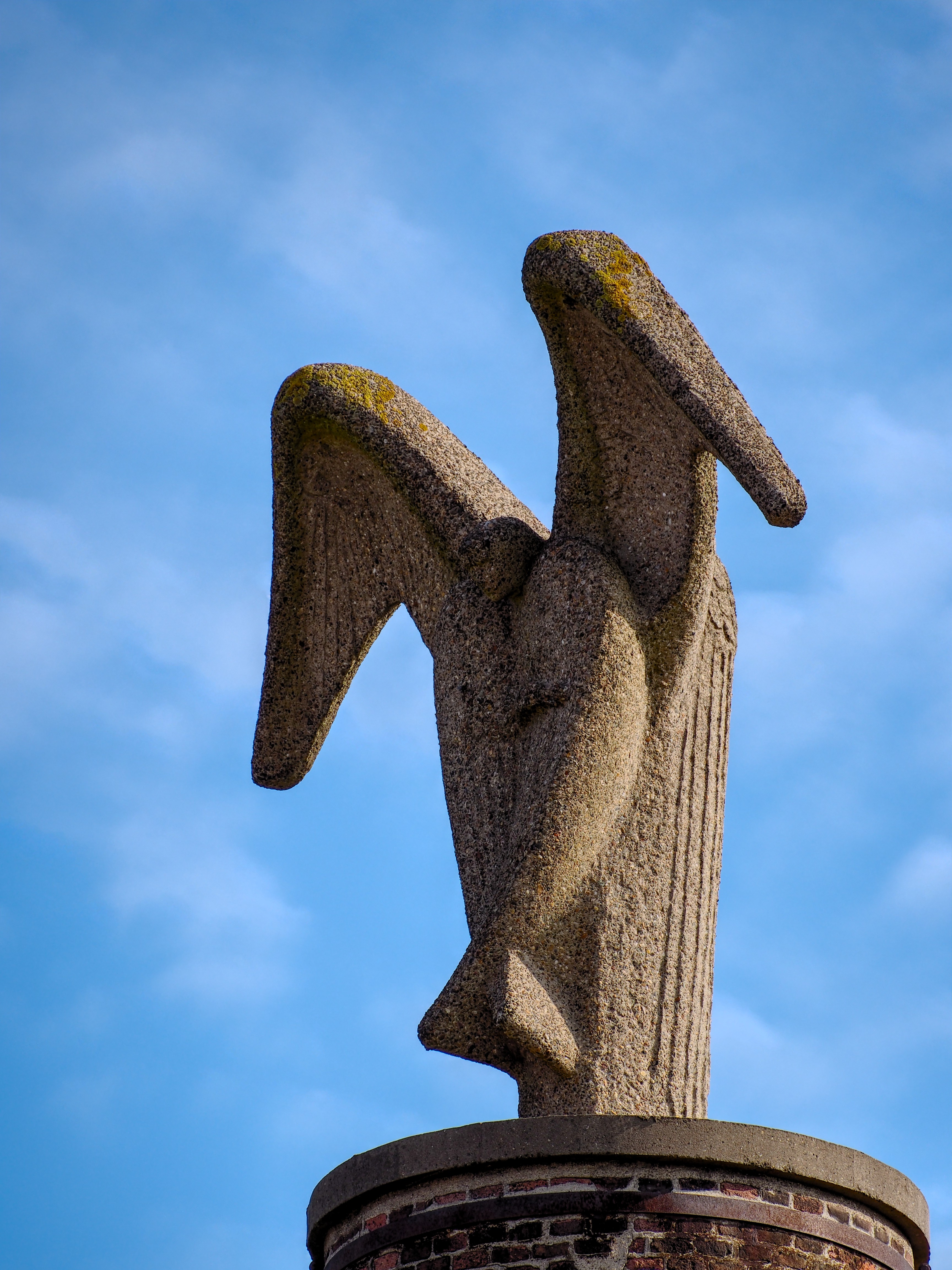
De Engel, het beeld van Han Richters op het dak van Blankenstraat 2
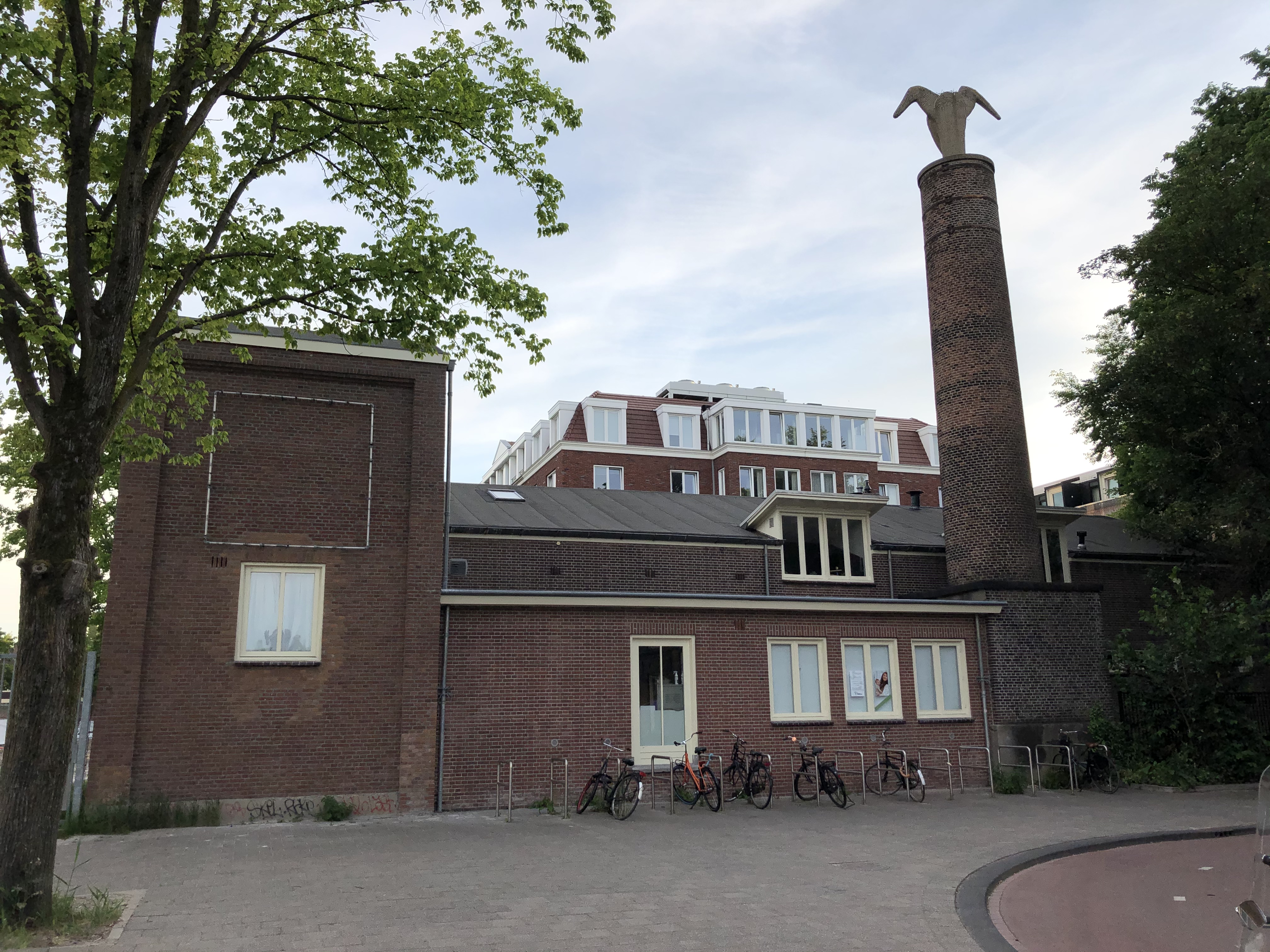
Achterzijde van het pand